# Heinrich Friedrich von Söhlenthal
Heinrich Friedrich rigsfriherre von Söhlenthal (1685 – 8. februar 1752 i Kensington) var en tysk adelsmand i dansk tjeneste som diplomat, bror til Georg Wilhelm og Beate Henriette von Söhlenthal.
1708 trådte han i dansk tjeneste som kammerjunker, og 1709 sendtes han som gesandt til kurfyrsten af Hannover; han afsluttede alliancetraktaten med Hannover af 14. juli 1710 og kaldtes tilbage fra denne post i marts 1711. Derefter synes han en tid at have opholdt sig i Hamborg. 1713 udnævntes han til envoyé extraordinaire i England, en af da betydeligste poster i det danske diplomati. Skønt Söhlenthal på ingen måde var nogen overlegen begavelse, gjorde han dog, særlig under sit første ophold i England, ganske god fyldest. Han levede sig under sit lange ophold i dette land fuldstændig ind i engelske forhold og var på grund af sit omgængelige væsen meget velset i de politiske kredse. Det nøje kendskab, han herved erhvervede sig til dette lands ledende personer og politiske forhold, satte ham i stand til i flere tvivlsomme tilfælde at bedømme situationen fuldstændig rigtig og meddele sin regering værdifulde oplysninger; men der klagedes på den anden side ikke uden grund over, at han tit viste for lidt energi og bestemthed, hvilket skyldtes hans noget dovne karakter og hans ulyst til at forstyrre sit gode forhold til de engelske statsmænd.
Til dels på grund af disse anker kaldtes han hjem 1731 og udnævntes til råd ved Overretten på Gottorp Slot, landråd og amtmand i Rendsborg Amt, men i 1737, da den daværende danske gesandt i England, von Johnn, ved sin noget hidsige optræden havde gjort sin stilling uholdbar, blev han efter den engelske regerings ønske på ny udnævnt til gesandt i England, skønt Christian VI nærede nogen betænkelighed derved, da han ikke anså ham for «vif genug».
Söhlenthals sidste leveår var meget sørgelige. Han var stærkt svækket både på legeme og sjæl og så godt som ude af stand til at varetage sine forretninger. Regeringen, der på grund af hans lange tjeneste ville behandle ham så skånsomt som muligt, ønskede, at han skulle trække sig tilbage; ved broderens mellemkomst og ved løfte om en høj pension med tilladelse til at nyde den i England fik man ham også til at søge sin afsked. I marts 1750 sendtes avokationsskrivelsen over til ham, men først i midten af 1751 fik man ham efter mange vanskeligheder bevæget til officielt at træde tilbage. Han var ugift og døde i Kensington 8. februar 1752.
Under sin lange embedsbane var Söhlenthal efterhånden nået op til rangstigens øverste top. 1716 blev han kammerherre, 1719 Ridder af Dannebrog, 1729 gehejmeråd, 1738 gehejmekonferensråd, 1743 Ridder af Elefanten; 1744 fik han ordenen de l'union parfaite og 1747 rang med gehejmeråder i Konseillet.